# Bus Rapid Transit
Bus Rapid Transit (abgekürzt BRT), in den USA auch Busway oder französisch Bus à Haut Niveau de Service (übersetzt Bussystem mit hoher Angebotsqualität, abgekürzt BHNS) bezeichnet ein auf Omnibussen basierendes Verkehrssystem, dessen Transportkapazität und Angebotsqualität durch angepasste Infrastruktur, Betrieb und Fahrzeuge gesteigert ist. Im engeren Sinn sind BRT vor allem in Entwicklungs- und Schwellenländern bestehende Netze, die mit extrem dichter Taktung bis zu 60 000 Fahrgäste pro Stunde und Richtung befördern können.

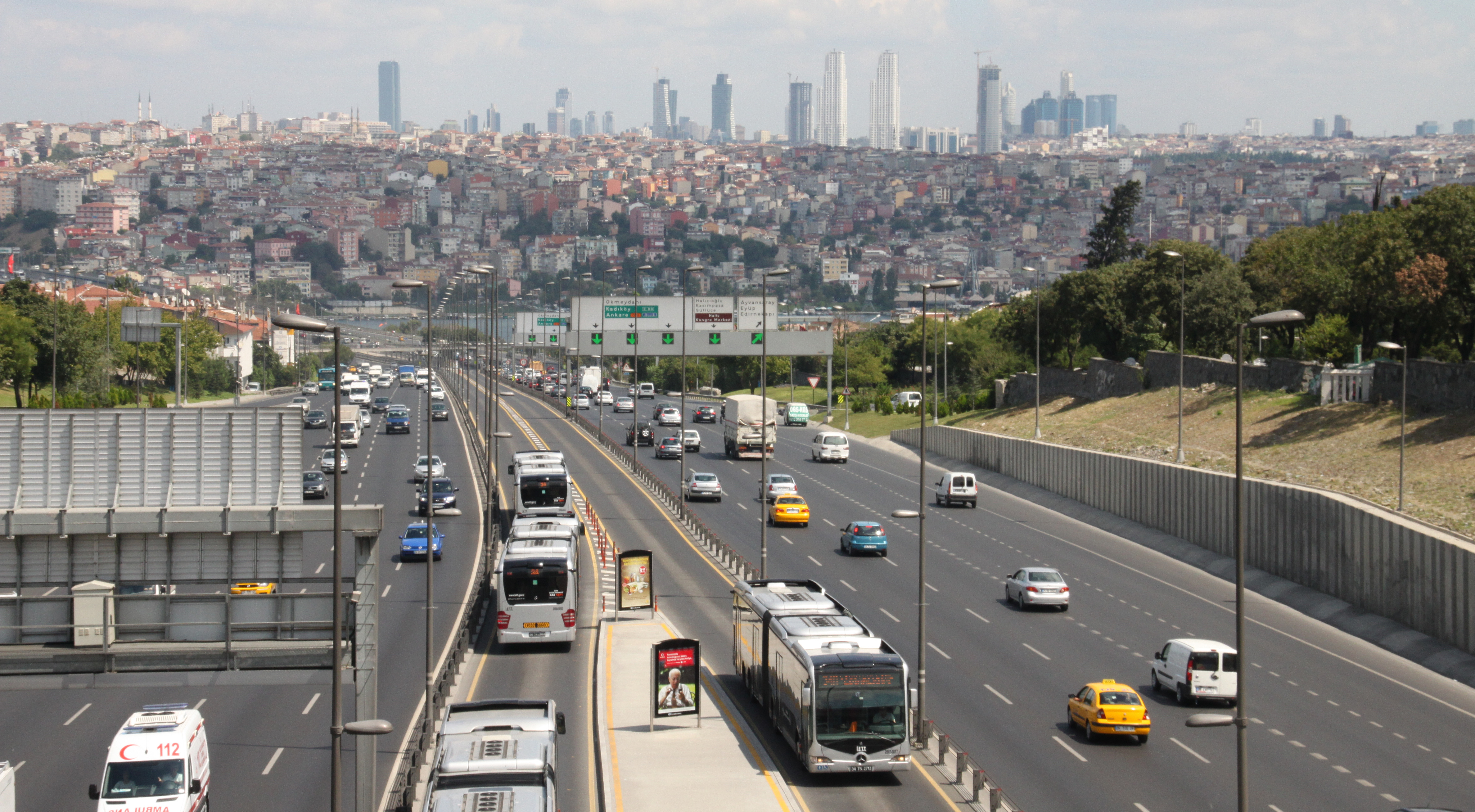
Metrobüs in Istanbul: Je Fahrtrichtung eine Busspur, Serienbus Mercedes-Benz CapaCity L

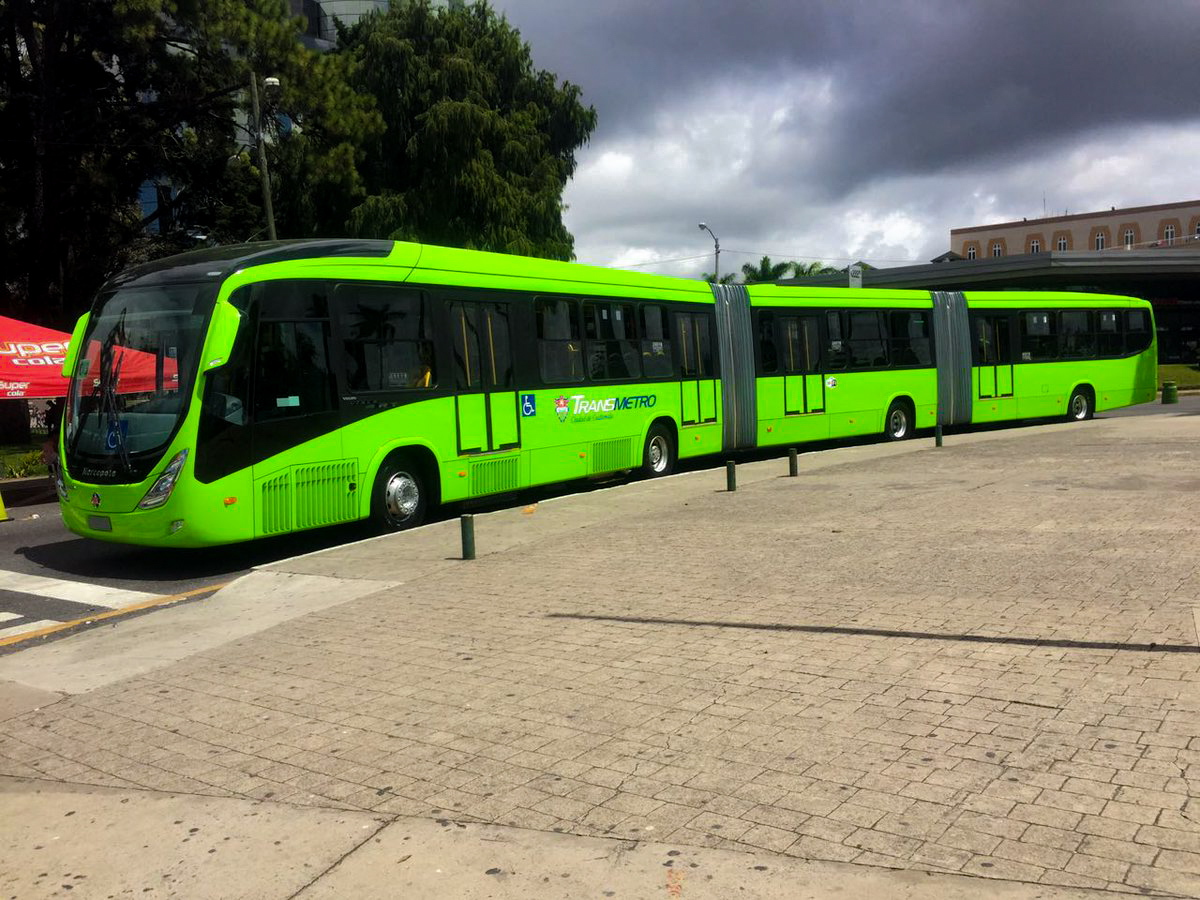
BRT in Guatemala-Stadt: Doppelgelenkbus mit bis zu 300 Plätzen je Fahrzeug

Charakteristisch für ein BRT sind oft baulich getrennte Busspuren, ÖPNV-Bevorrechtigung, ein dichter Takt und hochwertig gestaltete Haltestellen. In den Bussen werden keine Fahrkarten verkauft, um die Haltezeiten gering zu halten. Zum Erreichen einer besonders hohen Transportkapazität verfügen einige, vor allem südamerikanische BRT-Systeme über hochflurige bis zu 24 Meter lange Doppelgelenkbusse und sogar Bahnsteigtüren an den Haltestellen.
Vorteilhaft gegenüber dem schienengebundenen öffentlichen Verkehr sind die meist schnellere Realisierbarkeit, geringere Investitionskosten und die höhere Flexibilität von Bussen.
Bezeichnungen wie Metrobus können ein reiner Produkt- oder Marketingname sein. Inhaltlich dient er in Abgrenzung zu Bus Rapid Transit mancherorts der Kennzeichnung von herkömmlichen Buslinien mit zwar hervorgehobener Linienführung oder Taktdichte, ohne aber Investitionen in technische oder BRT-typische organisatorische Maßnahmen zu versprechen. Eine Metrobus-Linie kann sowohl auf Infrastruktur fahren, die BRT-Kriterien erfüllt, als auch ohne Qualitätsgewinn im normalen Straßenverkehr unterwegs sein. Umgekehrt kann eine für BRT geeignete Infrastruktur auch von nicht besonders vermarkteten Linien genutzt werden.

## Geschichte
In Europa wurden seit langem (1950er Jahre) Schnellbus-Verbindungen eingerichtet, bei denen durch das gezielte Auslassen von Haltestellen ein Fahrzeitvorteil erreicht wird. Eine Bevorrechtigung gegenüber dem zunehmend den ÖPNV behindernden Individualverkehr wurde durch Einrichtung von Busspuren erreicht. Seit den 1980er Jahren wird eine weitere Beschleunigung durch Maßnahmen wie Ampelvorrangschaltung und Busschleusen in Zusammenhang mit Rechnergestützten Betriebsleitsystemen erreicht.
Als Pionier der BRT-Systeme gilt u. a. der Planer Arthur Ling mit dem Masterplan einer neuen Stadt Runcorn in England, der in den 1950er Jahren dieses moderne Nahverkehrskonzept enthielt und zu einer Teileröffnung 1970 führte. Es zeichnet sich durch eine Hochstraße aus, auf der allein Busse in ein Einkaufszentrum hineinfahren, um das herum durch eine Fußgängerzone viele Wohnungen erreicht werden können.
Auch die Stadt Curitiba (Brasilien) wird als Ursprung des Bus Rapid Transits bezeichnet. Die Stadt kann für sich wohl beanspruchen, das Konzept 1968 als erste Großstadt geplant und 1974 bereits einen Abschnitt eröffnet zu haben. Lange war für die Stadt eine U-Bahn geplant worden. Schwierig blieb jedoch die Finanzierung. Darum suchte der Bürgermeister die nötige Transportleistung durch Neuerfindung eines Bussystems als „Surface Subway“ zu erreichen, das dann tatsächlich gewohnte Leistungen von Bussystemen weit hinter sich ließ. BRT-Systeme wurden immer weiter verbessert, sodass alte Faustregeln über Grenzen möglicher Beliebtheit und Transportleistung von Bussystemen um Größenordnungen übertroffen wurden.
Bus-Rapid-Transit-Systeme finden sich mittlerweile auf der ganzen Welt. Besonders konsequente Umsetzungen wurden etwa in Adelaide (als Spurbus), Brisbane, Bogotá, Ottawa, Jakarta und Istanbul durchgeführt.

## Verkehrsmittelwahl
Befürworter von Bus Rapid Transit argumentieren, dass sich durch geringere Kosten für Verkehrsunternehmen eine höhere Gewinnschöpfung als durch schienengebundenen Verkehr ergeben könne. Es wird postuliert, dass Betreiber darüber hinaus das Bus-Angebot bis zur Kostengleichheit weiter steigern, dadurch die Verkehrsmittelwahl der Bevölkerung zu ihren Gunsten beeinflussen, mehr Verkehrsanteile vom motorisierten Individualverkehr übernehmen und (mit klimaneutralem Antrieb) den Ausstoß von Treibhausgasen senken können. Für ein im Sinne einer freien Verkehrsmittelwahl durch Verkehrsteilnehmer wahrnehmbar attraktives Angebot ohne Störungen sind Investitionen erforderlich. Dies beinhaltet geeignet trassierte, an Zufahrten und Kreuzungen mit Vorrang eingebundene und technisch wie regulatorisch glaubwürdig gegen Falschnutzung geschützte Sonderspuren.
Erfolgreiche BRT-Systeme in Metropolen hoben ein verfügbares örtliches Arbeitskräftepotenzial, das vorher geringe Löhne in oft irregulären Beschäftigungsverhältnissen kannte. Diese Systeme schufen verlässliche Arbeitsplätze in Großstädten und fördern die Gesamtwirtschaft über den Kernzweck hinaus, die Verkehrssituation zu verbessern. Bei Vollbeschäftigung, in demografisch alternden und in Volkswirtschaften mit höheren Löhnen ist der hohe Personalbedarf gegenüber schienengebundenen Verkehrsmitteln nachteilig, da das knappe Personal einen großen Anteil der Betriebsausgaben ausmacht.

## Beispiele
Folgend sind Quellen einbezogen, die BRT unterschiedlich abgrenzen, insbesondere Global BRTdata.org: Diese Datenbank wird federführend gepflegt durch das WRI Brasil Ross Center for Sustainable Cities.

### Oberhausen
Die ÖPNV-Trasse Oberhausen ist ein deutsches Beispiel für ein BRT-System. Die 6,8-km-lange vollständige unabhängige Trasse für Busse und Straßenbahnen bildet das Herzstück des Nahverkehrs in Oberhausen. Sie entstand 1996 im Zuge des Baus der Neuen Mitte Oberhausen mit dem Centro Oberhausen durch Umbau zweier ehemaliger Eisenbahnstrecken. Das nördliche Ende der ÖPNV-Trasse ist der Neumarkt in Oberhausen-Sterkrade (bis 2004 war es der Bahnhof Oberhausen-Sterkrade) und das südliche Ende der ÖPNV-Trasse ist der Hauptbahnhof. Während die Busse die ÖPNV-Trasse flächendeckend mit ganz Oberhausen verbinden, verkehrt die Straßenbahnlinie lediglich vom nördlichen Ende der ÖPNV-Trasse in Sterkrade nach Mülheim. Die ÖPNV-Trasse ist vollständig vom Individualverkehr getrennt und bis auf die Kreuzung mit der Dorstener Straße in Sterkrade vollständig kreuzungsfrei zum Individualverkehr. Doch auch an dieser einzigen höhengleichen Kreuzung ist sie gegenüber dem Individualverkehr vorranggeschaltet. Die ÖPNV-Trasse verbindet Alt-Oberhausen mit Sterkrade und Osterfeld in ca. 10 Minuten und sorgt für einen besonders zügigen Busverkehr vom Norden in den Süden der Stadt. 28500 Fahrgäste nutzen täglich das Angebot auf der ÖPNV-Trasse.

### Île-de-France
Die erste Bus-Rapid-Transit-Strecke in der Île-de-France wurde bereits 1993 eingerichtet, als erste in Frankreich überhaupt. Heute sind dort vier solche Linien mit einer Gesamtlänge von rund 60 Kilometern in Betrieb. Als BRT zertifiziert ist der Korridor TVM (Antony-La Croix de B...). Ihm wurde Exzellenz bescheinigt: Silber. Fünf weitere Linien sollten 2013 in den nächsten fünf bis sechs Jahren folgen. Etwa 15 weitere Linien standen auf der Wunschliste der Kommunen. Ob Bedarf besteht und Gelder für ihren Bau zur Verfügung stehen, war noch zu prüfen. Paris gewann - auch für sein Netz an Fahrradstraßen - den Sustainable Transport Award 2023.

### Nantes
Im November 2006 wurde unter dem Namen Busway ein sieben Kilometer langes Bus-Rapid-Transit-System in Nantes eingeführt, obwohl in den vorigen beiden Jahrzehnten ein neues Straßenbahnnetz mit 3 Linien gebaut worden war. Der Busway (Linie 4) umfasst 15 Haltestellen und beförderte anfangs täglich 26.500 Fahrgäste. Bis zum Jahr 2015 verdoppelten sich die Fahrgastzahlen. Auch die nächste MRT-Linie 5 nutzt nicht mehr Straßenbahnen (LRT), sondern Busse (BRT).
Der Busway wurde 2013 BRT zertifiziert mit Bronze Exzellenz. Den BRT-Korridor erfasste BRTdata 2013 mit 7 km Länge. Der Verkehrsanteil des ÖPNV in Nantes betrug 2012 16 % (MIV  52 %). Rund 2.000 betrug  im Jahr 2011 an verkehrsreicher Stelle der BRT-Personentransport in der Spitzenstunde pro Richtung (PPHPD). Da die Buslinie bis 2015 zum „Opfer ihres Erfolges“ wurde (doppelte Fahrgastzahlen, s. o.), beschloss man, ab 2019 Elektro-Doppelgelenkbusse von 24 m Länge einzusetzen und einige Schnellladeeinrichtungen zu installieren. Dort genügen Sekunden, um ein Fahrzeug nachzuladen. Außerdem sollten Haltestellen weiter ausgebaut werden.
Anfang 2022 gewann Nantes den 2-jährig vergebenen Preis des Weltverbandes für ÖPNV (UITP-Award 2021) für „Operational and Technological Excellence“ des E-Bussystems.

### Metz

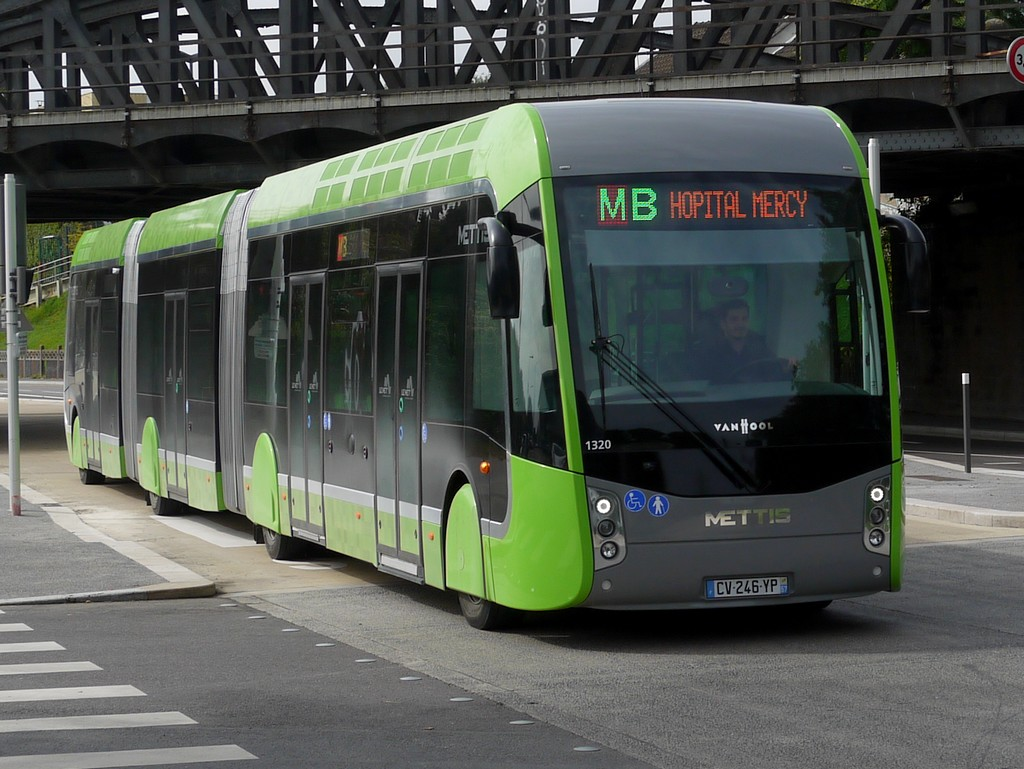
Bus Rapid Transit Mettis in Metz, Frankreich

Seit 2013 fahren in Metz und Woippy unter dem Namen Mettis Busse auf zwei Bus-Rapid-Transit- (oder Metrobus-)Linien. Keine der Linien ist als BRT zertifiziert.

### Straßburg
Am 30. November 2013 wurde nach Bau eines neuen Straßenbahnnetzes die Bus-à-haut-niveau-de-service-Linie G vom Hauptbahnhof nach Espace Européen de l'Entreprise im Stadtteil Schiltigheim eröffnet. Sie ist nicht als BRT zertifiziert. Wie schon für die Straßenbahn wurde auch für den Bus ein Großteil des Straßenraums umgestaltet.

### Bogotá
Seit November 2000 besitzt Bogotá ein Bus-Rapid-Transit-System namens TransMilenio. Von 8 zertifizierten BRT-Korridoren wurden 2013 zwei mit Exzellenz Silber ausgezeichnet, 6 sogar mit Gold.
Bereits 2001 war mittelfristig eine Flächenabdeckung geplant, bei der 85 % der 7 Millionen Einwohner innerhalb von 500-m-Streifen längs der BRT-Linien wohnen. Das hielt man mit einem alternativen Schienennetz (LRT und HRT) für unrealistisch. 11 BRT-Korridore erkannte Global BRTdata 2014 mit 113 km Länge. Der Verkehrsanteil des ÖPNV in Bogotá betrug 2010 59 % (MIV 26 %), was 2,2 Mio. Fahrgäste täglich bedeutete. An verkehrsreicher Stelle betrug im Jahr 2018 der Personentransport in der Spitzenstunde pro Richtung (PPHPD) rund 49.000. Noch 2003 hatte eine Studie (von deutscher Bundesregierung finanziert) geglaubt, PPHPD-Werte über 35.000 seien Metrosystemen vorbehalten. Doch wurden inzwischen selbst 49.000 Personen in der Spitzenstunde (PPHPD) längst schon wieder durch BRT übertroffen (im Nachbarland - s. u.).
1300 neue Elektrobusse im Umlauf reduzieren 2023 die CO2-Belastung des Klimas um 94.300 Tonnen.
2022 gewann Bogotá den Sustainable Transport Award wegen seines BRT-Systems und der Fahrrad-Infrastruktur.

### Istanbul

Die Metrobüs-Linien Istanbuls (orange)

In Istanbul wurde im September 2007 ein Bus-Rapid-Transit-System mit einer eigenen Fahrspur je Richtung eingerichtet, das den Namen Metrobüs trägt. Auf großen Teilen der Strecke, die halbkreisförmig um das Stadtzentrum herumführt, befinden sich diese Fahrspuren in der Mitte von mehrspurigen Kraftfahrstraßen und werden wegen der für die Fahrgäste über Treppen und teilweise Aufzüge kreuzungsfrei erreichbaren Mittelbussteige dort im Linksverkehr betrieben.
Das System hatte 2018 eine Länge von 52 km und bediente 44 Haltestellen, sollte aber weiter ausgebaut werden. Das Verkehrsunternehmen İETT setzte insgesamt 250 Mercedes-Benz CapaCity-Gelenkbusse mit 200 Plätzen und ca. 160 weitere Mercedes-Benz Gelenkbusse auf dem Metrobüs-System ein, zeitweise auch 50VDL Phileas-Doppelgelenkbusse. Werktags fuhren 2020 fast eine Million Fahrgäste mit diesen Bussen, in Spitzenzeiten 45.000 pro Stunde und Richtung (PPHPD), weil durch die Länge einiger Flaschenhals-Haltestellen mehrere Busse gleichzeitig ent- und beladen werden können.
Tagsüber besteht auf dem am stärksten belasteten Streckenabschnitt eine Fahrzeugfolge von 45 bis 60 Sekunden, während der Spitzenstunde fährt im Durchschnitt alle 14 Sekunden ein fahrplanmäßiger Bus.
Laufende Verbesserungen insbesondere an Haltestellen sowie neue Busse erhöhen die Kapazität weiter. Durch den relativ großen Haltestellenabstand (durchschnittlich knapp 1,28 km) und die zügige Beschleunigung der Fahrzeuge liegt die Reisegeschwindigkeit bei 40 km/h. Die Höchstgeschwindigkeit wurde von ursprünglich 80 km/h aus Sicherheitsgründen und zur Verringerung des Verschleißes der stark strapazierten Busse auf 70 km/h reduziert. Die Laufleistung der CapaCity-Busse liegt je nach Kurs bei bis zu 800 km täglich. Es fahren fast nur noch Serienbusse von Mercedes-Benz; denn die Phileas-Busse werden nur noch wenig eingesetzt wegen vielfältiger technischer Probleme (gerichtlich dokumentiert), die zu Pannen auf der einspurigen Fahrbahn und zu Buspulks geführt hatten.
Der BRT-Korridor ist mit „Silber“ zertifiziert.

### Ottawa
Der lokale Nahverkehrsbetrieb OC Transpo betreibt mit dem Transitway ein BRT-System, das aus einer Stammstrecke durch die Innenstadt und vier Außenästen besteht. Alle Korridore sind als BRT zertifiziert und ausgezeichnet mit Bronze.

### Belo Horizonte
Seit 1975 besitzt das brasilianische Belo Horizonte ein Bus-Rapid-Transit-System MOVE. Es hatte 2022 eine Länge von 39 km in 7 BRT- (oder zumindest Metrobus-)Korridoren mit 82 Haltestellen. 2012 war der Verkehrsanteil des ÖPNV 41 % (MIV 24 %). Der Korridor Área Central wurde 2017 als BRT zertifiziert, der Korridor Antônio Carlos 2015 mit Exzellenz Silber und der Korridor Cristiano Machado 2014 mit Exzellenz Gold. Am verkehrsreichen Korridor Antônio Carlos betrug 2014 die Spitzenzahl stündlicher Busse pro Richtung 500. Dies bedeutet eine Fahrzeugfolge von durchschnittlich 7 Sekunden.

### Rio de Janeiro
Seit 2011 besitzt Rio de Janeiro ein Bus-Rapid-Transit-System (BRT Rio). Dieses war 2022 168 km lang in 17 BRT- (oder zumindest Metrobus-)Korridoren mit 240 Haltestellen. Zwei davon wurden 2014 bzw. 2016 als BRT zertifiziert mit Silber Exzellenz, zwei weitere 2013 bzw. 2014 mit Gold. Täglich wurden hier 3,5 Millionen Fahrgäste befördert. 2014 war der Verkehrsanteil des ÖPNV 47 % (MIV 23 %).  Der leistungsstarke Korridor TransBrasil fügte im Februar 2024 weitere 60 km dem BRT Rio hinzu.
Am verkehrsreichen Streckenteil der Nossa Senhora de Copacabana betrug 2014 die Spitzenzahl stündlicher Busse pro Richtung 320 Busse, was eine Fahrzeugfolge von durchschnittlich 11 Sekunden bedeutet.
Am Presidente Vargas betrug der Personentransport in der Spitzenstunde pro Richtung (PPHPD) im Jahr 2012 gut 65.000 in (2014) 600 Bussen. Dies bedeutet eine Fahrzeugfolge von durchschnittlich 6 Sekunden.

### Santiago de Chile
Santiago de Chile besitzt ein 90 Kilometer langes Bus-Rapid-Transit-System mit 13 BRT- (oder Metrobus-)Korridoren. 5 davon sind als BRT zertifiziert und ausgezeichnet mit Bronze.

### Zhuzhou
In Zhuzhou in der chinesischen Provinz Hunan fährt seit 2018 ein Autonomous Rail Rapid Transit (ART). Trotz der Gattungsbezeichnung ist er (bisher) weder völlig autonom noch schienengebunden, sondern ein mittels Laser spurgeführter Elektrobus, der mit umfangreicher Fahrerunterstützung gefahren wird. Er kann – etwa zur Stauumfahrung – auf die Spurführung verzichten und bietet 300 bis 500 Plätze nach Herstellerangabe. Der ART kann zudem in besonders dichter Folge gefahren werden, was beispielsweise als Platooning von 2–3 ART-Fahrzeugen für ähnlich kompakten Transport von 1.000 Fahrgästen spricht wie HRT/U-Bahn. Die Linie ist nicht als BRT zertifiziert.

## Merkmale und Verbreitung von Bus-Rapid-Transit-Systemen

### Gemäss Hochschule Luzern
In einer Forschungsarbeit der Hochschule Luzern wurden für BRT-Systeme auf Grund verschiedener Grundlagenanalysen folgende Merkmale erkannt:
- Hoher Anteil an Eigentrassierung
- Hohe Beförderungskapazität
- Dichte Taktfolgen
- Moderne Fahrzeuge und darauf abgestimmte Haltestellen
- ÖPNV-Bevorrechtigung
- Leitsysteme (u. a. Fahrzeuglenkung und -Disposition, Störungsmanagement)
- Integrierte Tarifsysteme inkl. modernen Zahlungsmethoden
- sichtbare Wiederekennungsmerkmale (Branding)

Die Verbreitung von BRT-Systemen im Jahr 2011 wird dabei wie folgt ausgewiesen:
| Kontinent             | Städte | Korridore | Netzausdehnung | Anzahl Haltestellen | Anzahl Fahrzeuge | Passagiere/Tag |
| --------------------- | ------ | --------- | -------------- | ------------------- | ---------------- | -------------- |
| Afrika                | 3      | 3         | 62 km          | 93                  | 463              | 390'000        |
| Asien                 | 33     | 85        | 1'360 km       | 1'658               | 6'590            | 6'289'531      |
| Europa                | 21     | 32        | 291 km         | 609                 | 781              | 629'369        |
| Europa/Asien          | 1      | 2         | 43 km          | 33                  | 300              | 700'000        |
| Lateinamerika/Karibik | 33     | 91        | 1'345 km       | 2'717               | 19'239           | 17'691'945     |
| Ozeanien              | 5      | 12        | 324 km         | 142                 | 1'411            | 345'800        |
| USA und Kanada        | 20     | 57        | 993 km         | 1'485               | 1'993            | 1'013'901      |

### Zertifizierung gemäss ITDP

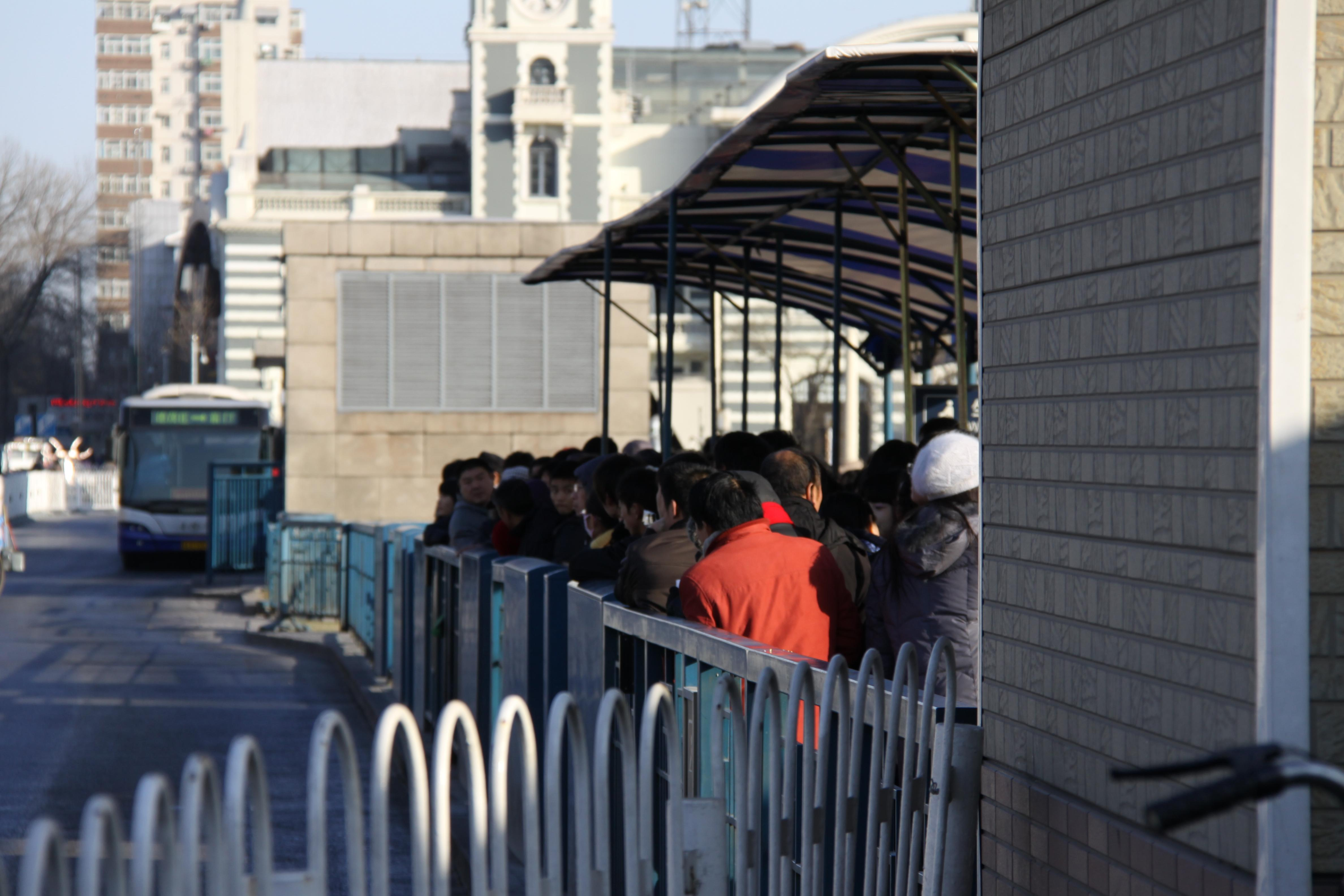
BRT-Haltestelle mit Bussteigtüren in Peking

In globaler Kooperation unter Federführung des Institute for Transportation and Development Policies (ITDP), NY, entwickelte und pflegt ein BRT Standard Technical Committee einen BRT-Standard mit Qualitätskriterien und Qualitätsstufen, nämlich Mindestanforderungen an ein BRT-System (Basis) und Exzellenzstufen (Bronze, Silber, Gold). Das Technische Komitee zertifiziert demgemäß weltweit BRT-Korridore, wie in den meisten vorstehenden Beispielen angeführt.,
BRT-Mindestanforderungen sind Erfüllungsgrade der Kriterien:
- eigene Busspur, abgetrennt vom restlichen Verkehr und damit von Stockungen und zähem Verkehrsfluss (max. 8 Punkte)
- Lage der Busspur, so dass Park-, Abbiege- und Wendemanöver des restlichen Verkehrs die Busfahrten nicht behindern, optional abschnittsweise  als Hochstraße oder im Tunnel ausgeführt (max. 8 Punkte)
- Busvorrang an Kreuzungen/Einmündungen/Engstellen gesteuert durch Leitsystem (LSA-Bevorrechtigung) und Busschleusen, um an Verkehrsstockungen und zähem Verkehrsfluss vorbeizufahren (max. 7 Punkte)
- busexterne Bezahlung (max. 8 Punkte), um das Einsteigen zu beschleunigen
- höhengleicher Busein/Ausgang, zumindest aber Niederflurfahrzeuge, die einen nahezu niveaugleichen Einstieg ermöglichen, und eine große Anzahl breiter Türen (ggfs. beidseitig) ebenfalls zur Beschleunigung von Ein- und Ausstiegen (max. 7 Punkte)

Notwendig sind insgesamt 20 Punkte, davon je 4 Punkte bei Busspur und deren Lage, sowie die Mindestlänge von 3 km durchgehender Busspur.
Die Erfüllungsgrade der Merkmale sind im BRT-Standard mit Punktwerten operationalisiert.
Methodisch ähnlich wie die Kalkulation der Mindestanforderungen für die Basisstufe der BRT-Zertifizierung erfolgt die Punktevergabe und Bewertung der Exzellenzstufen (mit Plan- und Leistungskriterien).
Es gab im Juni 2023 nach dieser BRT-Einstufung und Wegfall einiger vorläufiger Zertifizierungen folgende globale Verteilung zertifizierter Systeme:
| Kontinent      | Gold-BRT | Silber-BRT | Bronze-BRT | Basis-BRT | Summe der zertifizierten BRT | Anmerkung                                  |
| -------------- | -------- | ---------- | ---------- | --------- | ---------------------------- | ------------------------------------------ |
| Australien     |          | 1          |            |           | 1                            |                                            |
| Afrika         |          | 1          |            |           | 1                            |                                            |
| Europa         |          | 3          | 2          |           | 5                            | (Türkei 1, Großbritannien 1, Frankreich 3) |
| Asien          | 3        | 5          | 21         | 15        | 44                           |                                            |
| Nord-Amerika   |          | 2          | 8          | 3         | 13                           |                                            |
| Latein-Amerika | 13       | 30         | 11         | 2         | 56                           |                                            |

### Fahrzeuge für BRT-Systeme
BRT-Systeme erreichten bereits mit regulären Stadtbussen sehr hohe Kapazität. Dennoch haben verschiedene Hersteller speziell an den BRT-Verkehr angepasste Modelle entwickelt. Führend dabei sind südamerikanische Aufbauhersteller wie Busscar, Marcopolo und CAIO Induscar, welche jeweils spezielle hoch- und niederflurige BRT-Aufbauten für verschiedene Herstellerchassis anbieten. 250 Plätze haben Batteriebusse für Bogotá und Curitiba.
Die chinesische CRRC bietet mit ihren ART-Fahrzeugen elektrische Zweirichtungsbusse mit drei oder vier Gelenken an. Die Fahrzeuge können optisch spurgeführt werden. In Malaysia wurde im Herbst 2023 ein 2-Gelenk-Spurbus von CRRC mit Wasserstoff-Antrieb erwartet. Das französische Translohr-System ist eine Mischung aus Bus und Straßenbahn. Die Translohr-Fahrzeuge können bis zu 5 Gelenke bei 46 m Länge besitzen und werden über eine Mittelschiene spurgeführt. Aufgrund der Spurführung über Paare von Stahlrädern wird die Technik auch als Straßenbahn auf Gummireifen eingeordnet.
Europäische Hersteller haben meist auf Basis ihrer Stadtbusmodelle BRT-Versionen ohne Spurführung entwickelt:
- Iveco Crealis (auf Basis Iveco Urbanway)
- Mercedes-Benz CapaCity L und eCitaro G

Einige Doppelgelenkbusse europäischer Hersteller:
- Solaris Urbino BHNS (2 Elektromotoren 700 kWh Batterien)[39][40][41]
- Van Hool Exqui.City (NewA-Basis, optional Elektroantrieb und/oder Brennstoffzelle)
- Volvo Gran Artic (bis 300 Plätze)[42]
- Irizar ie tram (Batteriebus)

In Istanbul startete der Metrobüs mit Serienbussen von Mercedes-Benz, nahm spezielle BRT-Doppelgelenkbusse (Phileas) hinzu, die zu oft mit Pannen die Busfahrbahn blockierten, und kehrte wieder zu konventionellen Serienbussen in dichter Abfolge zurück – mit Erfolg (s. o.).
Flexibler als durch Beschaffung größerer Fahrzeuge sind Kapazitätsgewinne durch dichtere Fahrtenfolge in Abständen von wenigen Minuten den ganzen Tag über und in Stoßzeiten nach Bedarf pro Minute mehrere Busse (Beispiele oben) oder Kapazitätsgewinne durch Netzanpassungen. Allerdings ist dabei zu beachten, dass je nach Region das Fahrpersonal der größte Kostenpunkt im Betrieb sein kann. Bei dichter Busfolge kann es zudem zu gegenseitigen Behinderungen kommen, zum Beispiel wenn ein relativ leerer Bus einem relativ vollen Bus folgt und so unterschiedliche Haltezeiten an den Haltestellen auftreten (Bus Bunching). Der Effekt kann durch verschiedene Maßnahmen abgemildert werden, zum Beispiel durch aktuelle Fahrgastinformation zur Auslastung der nächsten Busse, durch Wechsel der Busreihenfolge an Doppel-Haltestellen, beim Halten an einer Ampel oder zweispurige Abschnitte oder auch durch Verkehrsmanagement-Systeme. Bei Systemen mit fixem Fahrplan kann das Abwarten der Abfahrtszeit an den Haltestellen zudem zu Problemen führen, wenn die Haltestellen nicht ausreichend überholbar ausgeführt sind und insbesondere bei Korridoren mit mehreren Linien so verspätete Fahrzeuge ihre Verspätung nicht ausgleichen können oder gar weitere Verspätung erleiden.